# Västernorrland megye
Västernorrland megye (Västernorrlands län) Észak-Svédország egyik megyéje. Szomszédai Gävleborg, Jämtland és Västerbotten megyék, valamint a Balti-tenger.

## Tartomány
A megye Ångermanland és Medelpad történelmi tartományok területein fekszik.

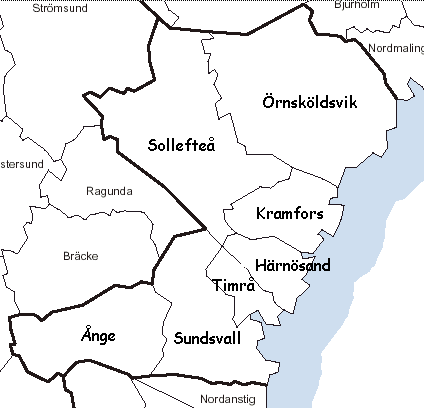

## Címer
A megye a két tartomány címerének összevonásából lett. Ha a korona is rajta van, akkor a Megye Adminisztrációs Bizottságát jelöli.

## Népesség
| Lakosok száma | 245 968 | 245 453 | 245 347 | 244 554 | 244 193 | 243 265 | 242 148 | 241 678 |
|               | 2017    | 2018    | 2019    | 2020    | 2021    | 2022    | 2023    | 2024    |

## Külső hivatkozások
- Västernorrland megye adminiszációja
- Västernorrland megye